# Máy nén khí
Máy nén khí là các máy móc, thiết bị có chức năng làm tăng áp suất của chất khí bằng cách làm giảm thể tích của nó.

## Các loại máy nén khí theo cơ chế hoạt động

### Máy nén khí chuyển động tịnh tiến

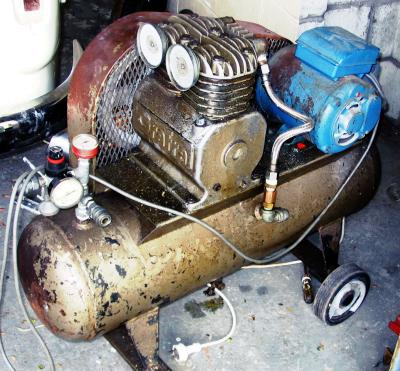
Một máy nén khí sử dụng piston loại nhỏ

Máy nén khí chuyển động tịnh tiến sử dụng piston điều khiển bằng tay quay. Có thể đặt cố định hoặc di chuyển được, có thể sử dụng riêng biệt hoặc tổ hợp. Chúng có thể điều khiển bởi động cơ điện hoặc động cơ đốt trong.
Máy nén khí sử dụng piston tịnh tiến loại nhỏ có công suất từ 5-30 mã lực thường được sử dụng trong lắp ráp tự động và trong cả những việc không chuyển động liên tục.
Những máy nén khí loại lớn có thể có công suất lên đến 1000 mã lực được sử dụng trong những ngành láp ráp công nghiệp lớn, nhưng chúng thường không được sử dụng nhiều vì có thể thay thế bằng các máy nén khí sử dụng chuyển động tròn của bánh răng và trục vít với giá thành rẻ hơn. Áp suất đầu ra có tầm dao động từ thấp đến rất cao (>5000 psi hoặc 35 MPa).
Đối với các ngành công nghiệp thực phẩm thì máy nén khí không dầu được sử dụng tương đối hiệu quả. Tuy nhiên do đây là loại máy với thiết kế đặc biệt nên giá thành tương đối cao.

### Máy nén khí đối lưu
Máy nén khí đối lưu sử dụng hệ thống các cánh quạt trong rotor để nén dòng lưu khí. Cánh quạt của stator cố định nằm phía dưới của mỗi rotor lại đẩy trực tiếp dòng khí vào hệ thống những cánh quạt của rotor tiếp theo. Vùng không gian của đường đi không khí ngày càng giảm dần thông qua máy nén khí để tăng sức nén. Máy nén khí theo phương pháp nén khí đối lưu thường được sử dụng khi cần dòng chuyển động cao ví dụ như trong những động cơ turbine lớn. Hầu như chúng được sử dụng nhiều máy trong một dây chuyền. Trường hợp tỉ lệ áp suất dưới tỷ lệ 4:1, để tăng hiệu quả của quá trình hoạt động người ta thường sử dụng những điều chỉnh về hình học.

### Máy nén khí ly tâm
Máy nén khí ly tâm sử dụng đĩa xoay hình cánh quạt hoặc bánh đẩy để ép khí vào phần rìa của bánh đẩy làm tăng tốc độ của khí. Bộ phận khuếch tán của máy sẽ chuyển đổi năng lượng của tốc độ thành áp suất. Máy nén khí khí ly tâm thường sử dụng trong ngành công nghiệp nặng và trong môi trường làm việc liên tục. Chúng thường được lắp cố định. Công suất của chúng có thể từ hàng trăm đến hàng ngàn mã lực. Với hệ thống làm việc gồm nhiều máy nén khí ly tâm, chúng có thể tăng áp lực đầu ra hơn 10000 lbf/in² (69 MPa).
Nhiều hệ thống làm tuyết nhân tạo sử dụng loại máy nén này. Chúng có thể sử dụng động cơ đốt trong, bộ nạp hoặc động cơ tua-bin. Máy nén khí ly tâm được sử dụng trong một động cơ tua-bin bằng gas nhỏ hoặc giống như là tầng nén khí cuối cùng của động cơ tua-bin gas cỡ trung bình.

### Máy nén khí dòng hỗn hợp
Máy nén khí nén dòng hỗn hợp cũng tương tự như là máy nén khí ly tâm, nhưng vận tốc đối xứng tại lối từ rotor. Bộ khuếch tán thường sử dụng để biến dòng khí hỗn hợp thành dòng khí đối lưu. Máy nén khí nén dòng hỗn hợp có một bộ khuếch tán đường kính nhỏ hơn của máy nén khí ly tâm tương đương.

### Máy nén khí trục vít

Hình ảnh máy nén khí.

Máy nén khí trục vít là một loại máy nén khí sử dụng cơ cấu xoắn ngược chiều của hai trục vít để làm giảm thể tích không khí, tạo ra áp suất. Thường khi cần khối lượng lớn khí áp suất cao, máy nén khí trục vít thường được sử dụng để thay thế máy nén khí piston.

### Máy nén khí màng lọc
Máy nén khí có màng lọc sử dụng để nén khí hydro và nén khí đốt thiên nhiên. Máy nén khí thông thường được đặt phía trên những bình chứa để giữ khí nén. Thường là máy nén khí có dầu hoặc dầu tự do đều được sử dụng nhiều vì dầu sẽ xâm nhập vào dòng khí. Nhưng trong trường hợp máy nén khí cho thợ lặn thì một số lượng dầu dù là nhỏ nhất cũng không thể chấp nhận.